# Kasper del Bufalo
Kasper del Bufalo, wł. Gaspare del Bufalo (ur. 6 stycznia 1786 w Rzymie, zm. 28 grudnia 1837 tamże) – włoski kapłan (Mały apostoł Rzymu) i założyciel Misjonarzy Krwi Chrystusa, święty Kościoła katolickiego.

## Życiorys
Kasper urodził się w pałacu księcia Altieri, gdzie jego ojciec był kucharzem. Był uczniem w rzymskiej szkole pijarskiej. Matka zapewniła synowi staranne wychowanie. Po otrzymaniu niższych święceń wygłaszał kazania. Po odbyciu studiów teologicznych w Rzymie został kapelanem i kanonikiem kościoła św. Marka. Miał zamiar wyjechać na misje jak św. Franciszek Ksawery. Papież Pius VII nie zgodził się na jego wyjazd i powierzył mu prowadzenie misji ludowych we Włoszech. Czasy napoleońskich spędził na wygnaniu w północnej Italii i na Korsyce po tym, jak odmówił przysięgi konstytucyjnej. Po upadku cesarstwa wrócił do Rzymu, gdzie głosił misje ludowe z taką gorliwością, że określono je jako „wielkie duchowe trzęsienia ziemi”. Z myślą o tej formie duszpasterskiego oddziaływania założył kongregację męską i żeńską.
Zmarł podczas epidemii cholery w 1837 roku. Przy jego łożu śmierci byli obecni dwaj kapłani: sługa Boży Jan Merlini i św. Wincenty Pallotti, który wysłuchał jego ostatniej spowiedzi.

## Kult
Wspomnienie liturgiczne w Kościele katolickim obchodzone jest 28 grudnia, w kalendarzu zgromadzenia przypada na 21 października.